# Ю Чжу
Ю Чжу (кит. трад.: 幼主; піньїнь: Youzhu; 526 — 17 травня 528) — 10-й імператор Північної Вей у 528 році. Не мав храмового імені.

## Життєпис
Походив з роду Юань (Тоба). Син Юань Баохуея, князя Ліньтао, дворідного брата імператора Сяо-мін-ді. Народився у 526 році з ім'ям Чжао. У 528 році після отруєння імператора впливова регентша Ху Ши призначила Чжао новим імператором під ім'ям Ю Чжу. Реальну владу мала Ху Ши.
Втім військовик Ерчжу Жун відмовився визнати Ю Чжу, оголосивши війну Ху Ши. Доволі швидко було захоплено столицю Лоян, Ю Чжу повалено. Новим імператором було оголошено Юань Цзию, троюрідного брата поваленого імператора. Незабаром Ху Ши та Ю Чжу було вбито, їх кинуто живцем в Хуанхе.